# Claude de La Baume
Pour les articles homonymes, voir Baume.
Claude de La Baume, né dans le Comté de Bourgogne en 1534 et mort à Arbois le 14 juin 1584, est un cardinal  du XVIe siècle. Il est le neveu du cardinal Pierre de La Baume (1477-1544).

## Biographie

### Origines
Claude de La Baume est né en 1534, en Franche-Comté. Il est le fils du chevalier Claude de La Baume, seigneur du Mont-Saint-Sorlin, et de Guillemette d'Igny. Il a un frère aîné, François, comte de Montrevel, issu comme lui de la famille noble des La Baume, originaire de la Bresse.

### Formation
Il commence ses études à Dole où il fait la rencontre de Louis Gollut : ensemble ils étudient ensuite à l’université de Dole. Claude de La Baume et son ami sont ensuite élèves de Gilbert Cousin. Ils font ensemble un voyages de plusieurs années en Italie.

### Carrière
Il devient abbé de Cherlieu et de Saint-Claude, et prieur de deux riches prieurés. Il est élu archevêque de Besançon en 1543 et s'oppose avec beaucoup de zèle contre le calvinisme dans son archidiocèse.
Il est reçu chanoine-comte de Lyon, en 1561.
Il présida le procès de son ancien maître en 1572.
Le pape Grégoire XIII le crée cardinal lors du consistoire du 21 février 1578. De La Baume est nommé secrétaire des mémoriaux, conseiller du département ecclésiastique et vice-roi de Naples par le roi Philippe II d'Espagne.